# Automolis benitensis
Automolis benitensis är en fjärilsart som beskrevs av Holland 1893. Automolis benitensis ingår i släktet Automolis och familjen björnspinnare. Inga underarter finns listade i Catalogue of Life.